# Solaroad
Solaroad (произносится Солароуд и примерно переводится как «Солнечная дорога») — велосипедная дорожка в городке Кроммени (Занстад, Северная Голландия, Нидерланды). Первое в мире сооружение такого типа, созданное из солнечных батарей.

## Описание
Толчком к созданию такого объекта послужила мысль, что солнечные батареи, выполненные в виде дороги, будут иметь заметно бо́льшую площадь, чем аналогичные батареи, установленные на крыше дома, при этом визуальное влияние на ландшафт будет практически незаметным. К примеру, площадь дорог Нидерландов примерно вдвое больше, чем площадь крыш всех домов страны. Длина этой дорожки составляет 72 метра. Электроэнергия, вырабатываемая ею, может быть использована для уличного освещения, подзарядки электромобилей и других нужд. Поверхность дорожки представляет собой сборные панели размером 2,5 на 3,5 метра и толщиной один сантиметр, сделанные из закалённого стекла, под которыми располагаются собственно солнечные батареи. Дорожка выдерживает 12-тонный грузовик. Непосредственно рядом с «солнечной» велодорожкой проложена обычная, предназначенная для тестирования разных типов поверхности.
Исполнителями работ стали Нидерландская организация прикладных научных исследований, Royal Imtech N.V. и Ooms Civiel. Деньги на строительство в размере 1,5 миллиона евро выделила провинция Северная Голландия, которая и стала владельцем объекта. Итоговая стоимость проекта составила 3,5 миллиона евро, недостающую сумму добавили вышеуказанные организации и правительство страны.
Выявленные проблемы

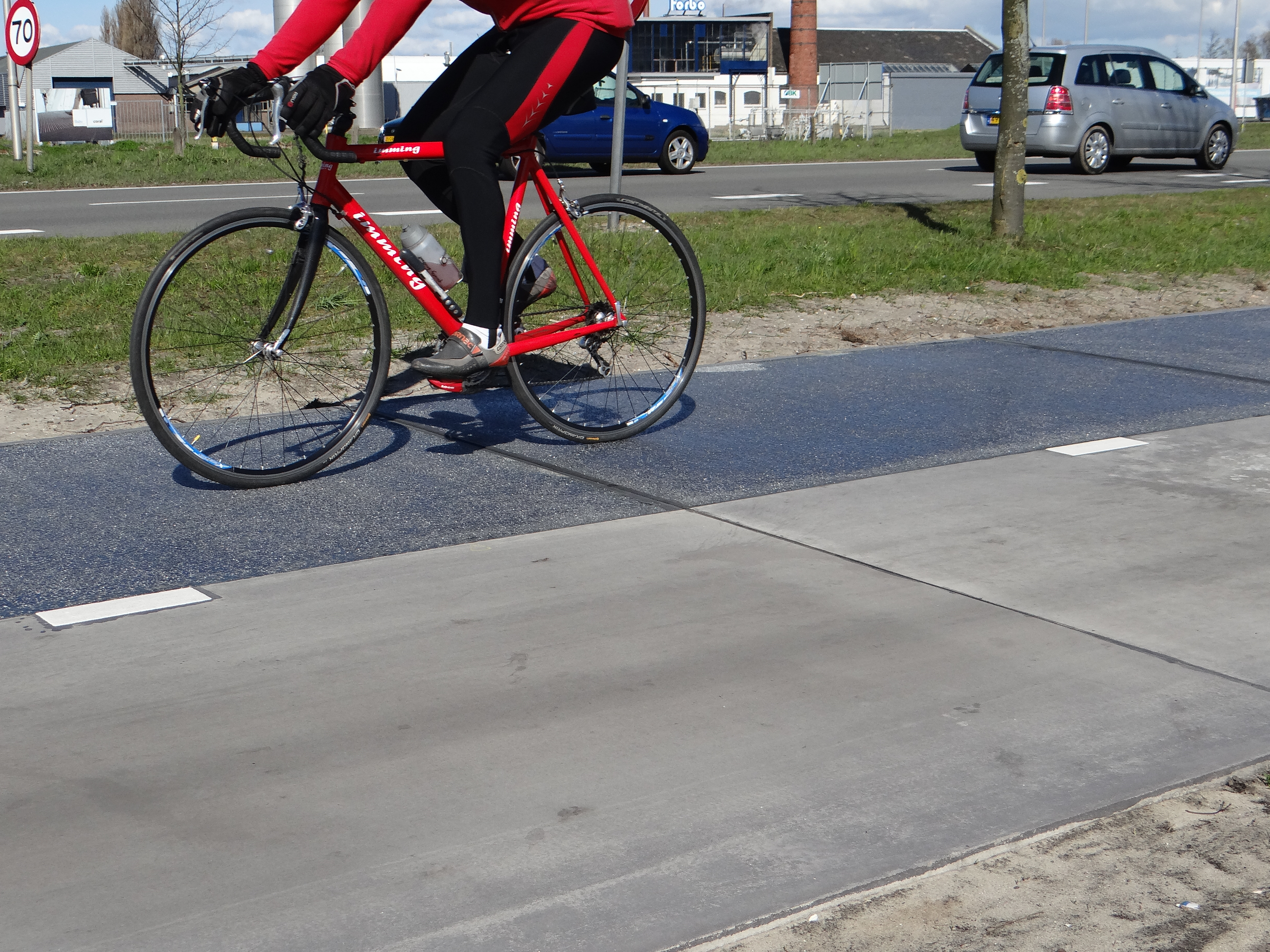
Велосипедист на дорожке

- Загрязнение панелей грязью, снегом и пр.
- Панели не могут изменять угол наклона для аккумулирования как можно большего количества света, как это делается на крышах.
- Тень от проезжающих велосипедистов уменьшает количество света, падающего на дорожку.
- Стоимость наземных солнечных батарей вышла в 3—4 раза дороже аналогичных, устанавливаемых на крышах, таким образом, окупаемость данного проекта превысит 50 лет, хотя первоначально говорилось о 10 годах[8].
- С учётом того, что один квадратный метр этой дорожки стоил около 1200 долларов и выработка энергии составляет 70 кВт м2/год[4][5], то стоимость одного киловатта составляет 86 центов. Для сравнения: «обычное» электричество в стране стоит 5 центов за киловатт.
- Дорожка экологически отнюдь не идеальна: опасения экологов вызывают имеющиеся в её конструкции железобетонные плиты и эпоксидная смола, которые на протяжении длительного срока будут контактировать непосредственно с землёй.

## История
Проект разрабатывался с 2009 года. Открытие объекта состоялось 21 октября 2014 года, 12 ноября того же года состоялось повторное торжественное открытие министром экономики, сельского хозяйства и инноваций Хенком Кампом.
С 26 декабря 2014 года по 8 января 2015 года и в октябре 2015 года дорожка была закрыта в связи с ремонтом: на некоторых участках произошло отхождение стеклянного слоя и его повреждение.

За первый месяц работы Solaroad выработала количество энергии, достаточное для жизни одной семьи.

После полугода «испытательного срока» инженеры сообщили, что «результаты лучше, чем ожидалось» — за шесть месяцев каждый квадратный метр дорожки выработал 35 кВт электричества. За это время по дорожке проехали около 150 тысяч велосипедистов.

Австралийский инженер-видеоблогер Дэвид Джонс провёл исследование, изучив выработку электроэнергии за полгода и год Solaroad и обычными солнечными батареями, расположенными на крышах домов неподалёку. Он пришёл к выводу, что традиционные солнечные батареи вдвое эффективнее новой велодорожки.

В настоящее время рассматривается возможность движения электромобилей по дороге такого типа без подзарядки; возможность строительства полноценных автодорог из солнечных батарей, например, во Франции.